# Croce Anseatica

Stemma della città di Brema

Stemma della città di Amburgo

Stemma della città di Lubecca

La Croce Anseatica (in tedesco Hanseatenkreuz) fu una decorazione di tre città della Lega Anseatica: Brema, Amburgo e Lubecca, che erano anche stati autonomi membri del Sacro Romano Impero, rimanendovi sino alla fine della prima guerra mondiale. Ciascuna città aveva stabilito dei criteri per la propria versione della Croce Anseatica, ma il disegno dell'onorificenza rimaneva pressoché simile.

## Fondazione e criteri di concessione
La Croce Anseatica venne stabilita di comune accordo tra i tre senati delle tre città, ciascuna ratificando l'onorificenza in giorni diversi. La versione di Lubecca venne approvata per prima il 21 agosto 1915. Amburgo seguì il 10 settembre e Brema il 14 settembre. La croce venne concessa per meriti di guerra e poteva essere concessa personalmente come onorificenza civile o militare. Nel caso in cui venisse concessa per coraggio o meriti in combattimento, essa svolgeva un ruolo equivalente alla Croce di Ferro prussiana.
La Croce Anseatica di Brema venne concessa in circa 20.000 esemplari. Amburgo concesse l'onorificenza circa 50.000 volte, essendo anche la più grande delle tre città della Lega. Lubecca concesse tra le 8.000 e le 10.000 medaglie.

## Descrizione
La Croce Anseatica veniva concessa in un'unica classe di benemerenza e veniva portata sul lato sinistro del petto. L'insegna dell'ordine consisteva in una croce patente d'argento smaltata di rosso che portava impresse nel medaglione centrale le armi della città stato da cui veniva assegnata. Il retro era identico per tutte e tre le versioni e citava la scritta "Für Verdienst im Kriege" ("Per meriti di guerra") e la data "1914".
Il nastro era composto dei due colori della lega anseatica, il rosso e il bianco, ma la disposizione dei due colori sulla fascia era l'elemento principale che cambiava nelle tre versioni della medaglia:
- versione di Brema
- versione di Amburgo
- versione di Lubecca

## Insigniti notabili
Brema
- Conrad Albrecht, Ammiraglio Generale

Amburgo

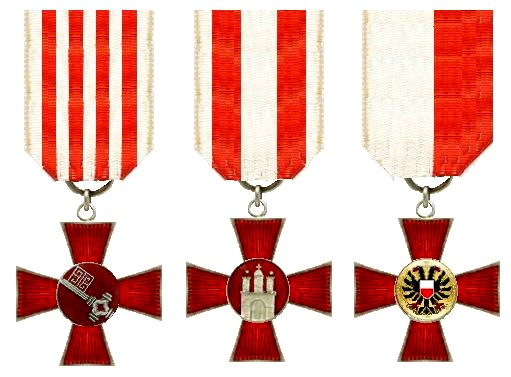
Croci anseatiche di Brema, Amburgo e Lubecca.

- Hermann Bauer, Admiral della Reichsmarine
- Lothar von Arnauld de la Perière, Vizeadmiral della Kriegsmarine
- Erich Bey, Konteradmiral della Kriegsmarine
- Wolfgang von Chamier-Glisczinski, Luogotenente Generale
- Werner von Fritsch, Colonnello Generale
- Wilhelm Kaisen, Borgomastro di Brema
- Hans Jauch, Colonnello
- Sigmund Moosauer, primo Capo della Sanità della Kriegsmarine
- Alfred Saalwächter (1883-1945), Generaladmiral
- Wolfgang von Chamier-Glisczinski, Luogotenente Generale
- Christian Wegner, artigliere

Lubecca
- Karl von Bülow, Feldmaresciallo Generale
- Viktor Mann, Ufficiale di riserva
- Helmuth Weidling

Concessione da Amburgo e Lubecca
- Hans Howaldt, Comandante della U-Boot

Concessione da tutte e tre le città
- Manfred von Richthofen, aviatore
- Guglielmo II di Hohenzollern, Imperatore tedesco e Re di Prussia.